# 黄明堂墓
黄明堂墓，位于中国广西壮族自治区钦州市大寺圩旁龙狗岭，为一个省级文物保护单位，类型为古墓葬，为第四批广西壮族自治区文物保护单位，公布时间为1994年7月8日。
黄明堂墓的历史年代为清。